# SL fonden
SL Fonden er en erhvervsdrivende fond, der har som formål at udgive og sælge bøger.
SL Fonden har en forlagsdivision med Samfundslitteratur i spidsen. SL forlagene består derudover af Roskilde Universitetsforlag, Biofolia, Nyt fra Samfundsvidenskaberne, Forlaget Ajour, Kompendieforlaget, Forlaget Metropol (Webside ikke længere tilgængelig), Forlaget UCC og CBS Press.
Forlagene udgiver især lærebøger inden for organisation og ledelse, kommunikation og medier, studieteknik, metode og videnskabsteori, sygepleje, pædagogik. Desuden bøger om samfund og debat, til læreruddannelsen, til sociale fag, samt kompendier til medicin og jura.
Academic Books (tidl. SL Books) er fondens anden division. Academic Books er en studieboghandel, der udover en internetboghandel har butikker på Copenhagen Business School, Roskilde Universitet, Søndre Campus (Københavns Universitet Amager), Nørre Campus (Det Sundhedsvidenskabelige Fakultet - KU), Frb. Campus (Det Natur- og Biovidenskabelige Fakultet - KU), City Campus (Det Samfundsvidenskabelige Fakultet - KU), Campus Carlsberg og Odense Campus (SDU).
Butikkerne sælger primært faglitteratur til studerende og dansk erhvervsliv.
Fonden blev grundlagt af studerende i 1967 og bliver ledet af en bestyrelse med nuværende og tidligere studerende.